# WTCC 2016
La stagione 2016 del Campionato mondiale Turismo (World Touring Car Championship) è stata la tredicesima edizione del campionato gestito dalla Federazione Internazionale dell'Automobile (FIA), l'undicesima dal suo ritorno nel 2005. Iniziata il 3 aprile in Francia, al Circuito Paul Ricard, è terminata il 25 novembre in Qatar, al Circuito di Losail. Il campionato, riservato a vetture con motore 1600 cm³ turbo comprende due titoli, uno per i piloti e uno per i costruttori, oltre ai due trofei WTCC, riservati a piloti e scuderie privati.

## Piloti e scuderie
| Scuderia                             | Vettura                 | #  | Pilota              | Classe | Weekend di gare |
| ------------------------------------ | ----------------------- | -- | ------------------- | ------ | --------------- |
| Lada Sport Rosneft                   | Lada Vesta WTCC         | 2  | Gabriele Tarquini   |        | 1-11            |
| Lada Sport Rosneft                   | Lada Vesta WTCC         | 7  | Hugo Valente        |        | 1-11            |
| Lada Sport Rosneft                   | Lada Vesta WTCC         | 10 | Nick Catsburg       |        | 1-11            |
| Sébastien Loeb Racing                | Citroën C-Elysée WTCC   | 3  | Tom Chilton         | W      | 1-11            |
| Sébastien Loeb Racing                | Citroën C-Elysée WTCC   | 11 | Grégoire Demoustier | W      | 1-11            |
| Sébastien Loeb Racing                | Citroën C-Elysée WTCC   | 25 | Mehdi Bennani       | W      | 1-11            |
| Honda Racing Team JAS                | Honda Civic WTCC        | 5  | Norbert Michelisz   |        | 1-11            |
| Honda Racing Team JAS                | Honda Civic WTCC        | 34 | Ryo Michigami       |        | 9               |
| Castrol Honda World Touring Car Team | Honda Civic WTCC        | 12 | Robert Huff         |        | 1-11            |
| Castrol Honda World Touring Car Team | Honda Civic WTCC        | 18 | Tiago Monteiro      |        | 1-11            |
| ALL-INKL.COM Münnich Motorsport      | Chevrolet RML Cruze TC1 | 8  | Sabine Schmitz      | W      | 5               |
| ALL-INKL.COM Münnich Motorsport      | Chevrolet RML Cruze TC1 | 15 | James Thompson      | W      | 2, 4, 6-11      |
| ALL-INKL.COM Münnich Motorsport      | Chevrolet RML Cruze TC1 | 77 | René Münnich        | W      | 1, 3            |
| ROAL Motorsport                      | Chevrolet RML Cruze TC1 | 9  | Tom Coronel         | W      | 1-11            |
| Campos Racing                        | Chevrolet RML Cruze TC1 | 27 | John Filippi        | W      | 1-11            |
| Campos Racing                        | Chevrolet RML Cruze TC1 | 86 | Esteban Guerrieri   | W      | 8               |
| Citroën Racing                       | Citroën C-Elysée WTCC   | 37 | José María López    |        | 1-11            |
| Citroën Racing                       | Citroën C-Elysée WTCC   | 68 | Yvan Muller         |        | 1-11            |
| Zengő Motorsport                     | Honda Civic WTCC        | 55 | Ferenc Ficza        | W      | 2-7, 9-11       |
| Zengő Motorsport                     | Honda Civic WTCC        | 99 | Dániel Nagy         | W      | 7-11            |
| Polestar Cyan Racing                 | Volvo S60 Polestar TC1  | 61 | Fredrik Ekblom      |        | 1-6, 10         |
| Polestar Cyan Racing                 | Volvo S60 Polestar TC1  | 62 | Thed Björk          |        | 1-11            |
| Polestar Cyan Racing                 | Volvo S60 Polestar TC1  | 63 | Robert Dahlgren     |        | 7-8, 11         |
| Polestar Cyan Racing                 | Volvo S60 Polestar TC1  | 81 | Néstor Girolami     |        | 9               |

| Icona | Classe      |
| ----- | ----------- |
| W     | Trofeo WTCC |

## Calendario
|    | Gara | Nome Gara           | Circuito                         | Data         |
| -- | ---- | ------------------- | -------------------------------- | ------------ |
| 1  | 1    | Gara di Francia     | Circuito Paul Ricard             | 3 aprile     |
| 1  | 2    | Gara di Francia     | Circuito Paul Ricard             | 3 aprile     |
| 2  | 3    | Gara di Slovacchia  | Slovakiaring                     | 17 aprile    |
| 2  | 4    | Gara di Slovacchia  | Slovakiaring                     | 17 aprile    |
| 3  | 5    | Gara d'Ungheria     | Hungaroring                      | 3 maggio     |
| 3  | 6    | Gara d'Ungheria     | Hungaroring                      | 3 maggio     |
| 4  | 7    | Gara del Marocco    | Circuito di Marrakech            | 8 maggio     |
| 4  | 8    | Gara del Marocco    | Circuito di Marrakech            | 8 maggio     |
| 5  | 9    | Gara di Germania    | Nürburgring                      | 20 maggio    |
| 5  | 10   | Gara di Germania    | Nürburgring                      | 20 maggio    |
| 6  | 11   | Gara di Russia      | Moscow Raceway                   | 12 giugno    |
| 6  | 12   | Gara di Russia      | Moscow Raceway                   | 12 giugno    |
| 7  | 13   | Gara del Portogallo | Vila Real Street Circuit         | 26 giugno    |
| 7  | 14   | Gara del Portogallo | Vila Real Street Circuit         | 26 giugno    |
| 8  | 15   | Gara d'Argentina    | Autodromo di Termas de Río Hondo | 7 agosto     |
| 8  | 16   | Gara d'Argentina    | Autodromo di Termas de Río Hondo | 7 agosto     |
| 9  | 17   | Gara del Giappone   | Circuito di Motegi               | 4 settembre  |
| 9  | 18   | Gara del Giappone   | Circuito di Motegi               | 4 settembre  |
| 10 | 19   | Gara di Shanghai    | Circuito di Shanghai             | 25 settembre |
| 10 | 20   | Gara di Shanghai    | Circuito di Shanghai             | 25 settembre |
| 11 | 21   | Gara del Qatar      | Losail International Circuit     | 25 novembre  |
| 11 | 22   | Gara del Qatar      | Losail International Circuit     | 25 novembre  |

## Risultati e classifiche

### Gare
| Gara | Nome gara           | Pole position    | Giro veloce       | Pilota vincitore  | Team vincitore                       | Costruttore vincitore | Vincitore privato | Vincitore MAC3 | Resoconto |
| ---- | ------------------- | ---------------- | ----------------- | ----------------- | ------------------------------------ | --------------------- | ----------------- | -------------- | --------- |
| 1    | Gara di Francia     |                  | Robert Huff       | Robert Huff       | Castrol Honda World Touring Car Team | Honda                 | Mehdi Bennani     | Citroën        | Resoconto |
| 2    | Gara di Francia     | José María López | Yvan Muller       | José María López  | Citroën Racing                       | Citroën               | Mehdi Bennani     | Citroën        | Resoconto |
| 3    | Gara di Slovacchia  |                  | Robert Huff       | Tiago Monteiro    | Castrol Honda World Touring Car Team | Honda                 | Mehdi Bennani     | Citroën Honda  | Resoconto |
| 4    | Gara di Slovacchia  | Yvan Muller      | José María López  | José María López  | Citroën Racing                       | Citroën               | Mehdi Bennani     | Citroën Honda  | Resoconto |
| 5    | Gara d'Ungheria     |                  | José María López  | Mehdi Bennani     | Sébastien Loeb Racing                | Citroën               | Mehdi Bennani     | Honda          | Resoconto |
| 6    | Gara d'Ungheria     | José María López | José María López  | José María López  | Citroën Racing                       | Citroën               | Tom Chilton       | Honda          | Resoconto |
| 7    | Gara del Marocco    |                  | Hugo Valente      | Tom Coronel       | ROAL Motorsport                      | Chevrolet             | Tom Coronel       | Citroën        | Resoconto |
| 8    | Gara del Marocco    | Robert Huff      | Gabriele Tarquini | José María López  | Citroën Racing                       | Citroën               | Mehdi Bennani     | Citroën        | Resoconto |
| 9    | Gara di Germania    |                  | Tom Chilton       | José María López  | Citroën Racing                       | Citroën               | Tom Chilton       | Honda          | Resoconto |
| 10   | Gara di Germania    | José María López | José María López  | José María López  | Citroën Racing                       | Citroën               | Tom Chilton       | Honda          | Resoconto |
| 11   | Gara di Russia      |                  | Nick Catsburg     | Gabriele Tarquini | Lada Sport Rosneft                   | Lada                  | James Thompson    | Honda          | Resoconto |
| 12   | Gara di Russia      | Nick Catsburg    | Ferenc Ficza      | Nick Catsburg     | Lada Sport Rosneft                   | Lada                  | James Thompson    | Honda          | Resoconto |
| 13   | Gara del Portogallo |                  | José María López  | Tom Coronel       | ROAL Motorsport                      | Chevrolet             | Tom Coronel       | Citroën        | Resoconto |
| 14   | Gara del Portogallo | Tiago Monteiro   | Robert Huff       | Tiago Monteiro    | Castrol Honda World Touring Car Team | Honda                 | Mehdi Bennani     | Citroën        | Resoconto |
| 15   | Gara d'Argentina    |                  | José María López  | Tom Chilton       | Sébastien Loeb Racing                | Citroën               | Tom Chilton       | Honda          | Resoconto |
| 16   | Gara d'Argentina    | José María López | José María López  | José María López  | Citroën Racing                       | Citroën               | Tom Coronel       | Honda          | Resoconto |
| 17   | Gara del Giappone   |                  | Thed Björk        | Norbert Michelisz | Honda Racing Team JAS                | Honda                 | Tom Chilton       | Citroën        | Resoconto |
| 18   | Gara del Giappone   | José María López | José María López  | Yvan Muller       | Citroën Racing                       | Citroën               | Mehdi Bennani     | Citroën        | Resoconto |
| 19   | Gara di Shanghai    |                  | Thed Björk        | Thed Björk        | Polestar Cyan Racing                 | Volvo                 | Tom Coronel       | Honda          | Resoconto |
| 20   | Gara di Shanghai    | José María López | José María López  | José María López  | Citroën Racing                       | Citroën               | Mehdi Bennani     | Honda          | Resoconto |
| 21   | Gara del Qatar      |                  | Gabriele Tarquini | Gabriele Tarquini | Lada Sport Rosneft                   | Lada                  | Tom Chilton       | Citroën        | Resoconto |
| 22   | Gara del Qatar      | Mehdi Bennani    | Nick Catsburg     | Mehdi Bennani     | Sébastien Loeb Racing                | Citroën               | Mehdi Bennani     | Citroën        | Resoconto |

### Classifiche

#### Classifica piloti
| Pos. | Pilota              | FRA | FRA | SLO | SLO | UNG | UNG | MAR | MAR | GER | GER | RUS | RUS | POR | POR | ARG | ARG | GIA | GIA | CIN | CIN | QAT | QAT | Punti |
| ---- | ------------------- | --- | --- | --- | --- | --- | --- | --- | --- | --- | --- | --- | --- | --- | --- | --- | --- | --- | --- | --- | --- | --- | --- | ----- |
| 1    | José María López    | 6   | 1   | 5   | 1   | 13  | 1   | 2   | 1   | 1   | 1   | 5   | 8   | 5   | 5   | 5   | 1   | 4   | 2   | 4   | 1   | 9   | 3   | 381   |
| 2    | Yvan Muller         | 13  | 4   | 7   | 5   | 12  | 2   | 3   | 2   | Rit | NP  | 3   | 11  | 9   | 2   | 3   | 5   | 5   | 1   | 3   | 2   | 4   | 6   | 257   |
| 3    | Tiago Monteiro      | 4   | 2   | 1   | 2   | 11  | 3   | SQ  | SQ  | Rit | NP  | 6   | 5   | 10  | 1   | 4   | 4   | 3   | 3   | 10  | 8   | Rit | 5   | 214   |
| 4    | Norbert Michelisz   | 3   | 3   | 6   | 4   | NP  | 10  | SQ  | SQ  | 3   | 2   | 10  | 3   | 8   | 3   | 6   | 8   | 1   | 8   | 2   | 11  | 5   | 4   | 213   |
| 5    | Mehdi Bennani       | 2   | 8   | 2   | 6   | 1   | 8   | 6   | 5   | 5   | 5   | 9   | 10  | 4   | 8   | 8   | 7   | 16  | 4   | 11  | 3   | 16  | 1   | 206   |
| 6    | Robert Huff         | 1   | 6   | 3   | 14  | 10  | 6   | SQ  | SQ  | 4   | 4   | 7   | 4   | 6   | 4   | 2   | 3   | 2   | 9   | 9   | 13  | 3   | 8   | 199   |
| 7    | Nicky Catsburg      | 8   | 5   | 11  | 3   | 3   | 13  | Rit | 7   | 9   | 6   | 2   | 1   | 3   | 7   | 13  | 12  | 7   | 11  | 5   | 4   | 8   | 14  | 175   |
| 8    | Tom Chilton         | 11  | 9   | 9   | 7   | 2   | 5   | 5   | SQ  | 2   | 3   | 14  | 16  | 2   | 10  | 1   | 9   | 8   | 6   | Rit | 9   | 2   | Rit | 163   |
| 9    | Gabriele Tarquini   | Rit | Rit | 4   | 13  | 5   | Rit | 4   | 3   | 7   | 9   | 1   | 2   | 12  | 13  | 14  | 13  | 10  | 10  | 16† | 5   | 1   | 7   | 147   |
| 10   | Thed Björk          | 7   | Rit | SQ  | SQ  | 15  | 4   | 9   | 10  | Rit | 8   | Rit | 15  | 7   | 6   | 11  | 14  | 6   | 7   | 1   | 7   | 6   | 2   | 117   |
| 11   | Tom Coronel         | 9   | 11  | 15  | 9   | 14  | 7   | 1   | 8   | Rit | NP  | 12  | Rit | 1   | 16  | 7   | 2   | 17  | 14  | 7   | 10  | 12  | 9   | 111   |
| 12   | Hugo Valente        | 5   | 7   | 12  | Rit | 6   | 9   | Rit | 4   | 6   | 10  | 4   | 7   | Rit | 9   | Rit | Rit | Rit | 13  | 6   | 12  | Rit | Rit | 78    |
| 13   | Fredrik Ekblom      | NC  | 10  | 10  | 8   | 4   | 11  | 7   | 11  | 8   | 7   | 13  | 12  |     |     |     |     |     |     | 8   | 6   |     |     | 47    |
| 14   | James Thompson      |     |     | 16  | 11  |     |     | Rit | 6   |     |     | 8   | 6   | 11  | 11  | 9   | 11  | 13  | 12  | 12  | 14  | 10  | 10  | 24    |
| 15   | Néstor Girolami     |     |     |     |     |     |     |     |     |     |     |     |     |     |     |     |     | 9   | 5   |     |     |     |     | 12    |
| 16   | Grégoire Demoustier | 10  | 13  | 13  | 12  | 7   | Rit | 8   | Rit | 11  | 14  | 16  | 13  | 16  | 12  | 12  | 15  | 17  | 15  | 13  | 17  | 15  | 12  | 11    |
| 17   | Esteban Guerrieri   |     |     |     |     |     |     |     |     |     |     |     |     |     |     | Rit | 6   |     |     |     |     |     |     | 9     |
| 18   | John Filippi        | 12  | 12  | 14  | 10  | 8   | 12  | Rit | 9   | Rit | 12  | 11  | 14  | 15  | 14  | 10  | 10  | 14  | 16  | Rit | 15  | 14  | 13  | 9     |
| 19   | Robert Dahlgren     |     |     |     |     |     |     |     |     |     |     |     |     | 13  | Rit | 16  | 16  |     |     |     |     | 7   | Rit | 6     |
| 20   | Ferenc Ficza        |     |     | Rit | NP  | SQ  | SQ  | SQ  | SQ  | 12  | 13  | 15  | 9   | 14  | 15  |     |     | 18  | 18  | 14  | 16  | 13  | 11  | 2     |
| 21   | René Münnich        | 14  | Rit |     |     | 9   | 14  |     |     |     |     |     |     |     |     |     |     |     |     |     |     |     |     | 2     |
| 22   | Sabine Schmitz      |     |     |     |     |     |     |     |     | 10  | 11  |     |     |     |     |     |     |     |     |     |     |     |     | 1     |
| —    | Dániel Nagy         |     |     |     |     |     |     |     |     |     |     |     |     | 17  | Rit | 15  | 17  | 15  | 19  | 15  | 18  | 11  | 15  | 0     |
| —    | Ryo Michigami       |     |     |     |     |     |     |     |     |     |     |     |     |     |     |     |     | 11  | 17  |     |     |     |     | 0     |
| Pos. | Pilota              | FRA | FRA | SLO | SLO | UNG | UNG | MAR | MAR | GER | GER | RUS | RUS | POR | POR | ARG | ARG | GIA | GIA | CIN | CIN | QAT | QAT | Punti |

| Colore  | Risultato             |
| ------- | --------------------- |
| Oro     | Vincitore             |
| Argento | 2º posto              |
| Bronzo  | 3º posto              |
| Verde   | Finito a punti        |
| Blu     | Finito senza punti    |
| Viola   | Ritirato (Rit)        |
| Viola   | Non classificato (NC) |
| Rosso   | Non qualificato (NQ)  |
| Nero    | Squalificato (SQ)     |
| Bianco  | Non partito (NP)      |
| Bianco  | Non ha gareggiato     |
| Bianco  | Infortunato (INF)     |
| Bianco  | Escluso (ES)          |
| Bianco  | Gara cancellata (C)   |

#### Classifica costruttori
| Pos. | Costruttore | FRA | FRA | FRA | SLO | SLO | SLO | UNG | UNG | UNG | MAR | MAR | MAR | GER | GER | GER | RUS | RUS | RUS | POR | POR | POR | ARG | ARG | ARG | GIA | GIA | GIA | CIN | CIN | CIN | QAT | QAT | QAT | Punti |
| Pos. | Costruttore | M   | G1  | G2  | M   | G1  | G2  | M   | G1  | G2  | M   | G1  | G2  | M   | G1  | G2  | M   | G1  | G2  | M   | G1  | G2  | M   | G1  | G2  | M   | G1  | G2  | M   | G1  | G2  | M   | G1  | G2  | Punti |
| ---- | ----------- | --- | --- | --- | --- | --- | --- | --- | --- | --- | --- | --- | --- | --- | --- | --- | --- | --- | --- | --- | --- | --- | --- | --- | --- | --- | --- | --- | --- | --- | --- | --- | --- | --- | ----- |
| 1    | Citroën     | 1   | 2   | 1   | 1   | 2   | 1   | 2   | 1   | 1   | 1   | 2   | 1   | 2   | 1   | 1   | 2   | 5   | 8   | 1   | 2   | 2   | 2   | 1   | 1   | 1   | 4   | 1   | Rit | 3   | 1   | 1   | 2   | 1   | 957   |
| 1    | Citroën     | 1   | 6   | 4   | 1   | 5   | 5   | 2   | 2   | 2   | 1   | 3   | 3   | 2   | 5   | 5   | 2   | 9   | 10  | 1   | 5   | 5   | 2   | 3   | 5   | 1   | 5   | 2   | Rit | 4   | 2   | 1   | 4   | 3   | 957   |
| 2    | Honda       | 3   | 1   | 2   | 1   | 1   | 2   | 1   | 10  | 3   | SQ  | SQ  | SQ  | 1   | 3   | 2   | 1   | 6   | 3   | 2   | 6   | 1   | 1   | 2   | 3   | 2   | 1   | 3   | 1   | 2   | 8   | NP  | 3   | 4   | 675   |
| 2    | Honda       | 3   | 3   | 3   | 1   | 3   | 4   | 1   | 11  | 6   | SQ  | SQ  | SQ  | 1   | 4   | 4   | 1   | 7   | 4   | 2   | 8   | 3   | 1   | 4   | 4   | 2   | 2   | 8   | 1   | 9   | 11  | NP  | 5   | 5   | 675   |
| 3    | Lada        | 2   | 5   | 5   | Rit | 4   | 3   | 3   | 3   | 9   | 2   | 4   | 3   | NP  | 6   | 6   | 3   | 1   | 1   | 3   | 3   | 7   | 3   | 13  | 12  | 3   | 7   | 10  | 2   | 5   | 4   | NP  | 1   | 7   | 536   |
| 3    | Lada        | 2   | 8   | 7   | Rit | 11  | 13  | 3   | 5   | 13  | 2   | Rit | 4   | NP  | 7   | 9   | 3   | 2   | 2   | 3   | 12  | 9   | 3   | 14  | 13  | 3   | 10  | 11  | 2   | 6   | 5   | NP  | 8   | 14  | 536   |
| 4    | Volvo       | NP  | 7   | 10  | NP  | 10  | 8   | NP  | 4   | 4   | NP  | 7   | 10  | NP  | 8   | 7   | NP  | 13  | 12  | NP  | 7   | 6   | NP  | 11  | 14  | NP  | 6   | 5   | NP  | 1   | 6   | NP  | 6   | 2   | 321   |
| 4    | Volvo       | NP  | NC  | Rit | NP  | SQ  | SQ  | NP  | 15  | 11  | NP  | 9   | 11  | NP  | Rit | 8   | NP  | Rit | 15  | NP  | 13  | Rit | NP  | 16  | 16  | NP  | 9   | 7   | NP  | 8   | 7   | NP  | 7   | Rit | 321   |
| Pos. | Costruttore | FRA | FRA | FRA | SLO | SLO | SLO | UNG | UNG | UNG | MAR | MAR | MAR | GER | GER | GER | RUS | RUS | RUS | POR | POR | POR | ARG | ARG | ARG | GIA | GIA | GIA | CIN | CIN | CIN | QAT | QAT | QAT | Punti |

| Colore  | Risultato             |
| ------- | --------------------- |
| Oro     | Vincitore             |
| Argento | 2º posto              |
| Bronzo  | 3º posto              |
| Verde   | Finito a punti        |
| Blu     | Finito senza punti    |
| Viola   | Ritirato (Rit)        |
| Viola   | Non classificato (NC) |
| Rosso   | Non qualificato (NQ)  |
| Nero    | Squalificato (SQ)     |
| Bianco  | Non partito (NP)      |
| Bianco  | Non ha gareggiato     |
| Bianco  | Infortunato (INF)     |
| Bianco  | Escluso (ES)          |
| Bianco  | Gara cancellata (C)   |

#### Trofeo WTCC
| Pos. | Pilota              | FRA | FRA | SLO | SLO | UNG | UNG | MAR | MAR | GER | GER | RUS | RUS | POR | POR | ARG | ARG | GIA | GIA | CIN | CIN | QAT | QAT | Punti |
| ---- | ------------------- | --- | --- | --- | --- | --- | --- | --- | --- | --- | --- | --- | --- | --- | --- | --- | --- | --- | --- | --- | --- | --- | --- | ----- |
| 1    | Mehdi Bennani       | 2   | 8   | 2   | 6   | 1   | 8   | 6   | 5   | 5   | 5   | 9   | 10  | 4   | 8   | 8   | 7   | 16  | 4   | 11  | 3   | 16  | 1   | 190   |
| 2    | Tom Chilton         | 11  | 9   | 9   | 7   | 2   | 5   | 5   | SQ  | 2   | 3   | 14  | 16  | 2   | 10  | 1   | 8   | 8   | 6   | Rit | 9   | 2   | Rit | 155   |
| 3    | Tom Coronel         | 9   | 11  | 15  | 9   | 14  | 7   | 1   | 8   | Rit | NP  | 12  | Rit | 1   | 16  | 7   | 2   | 17  | 14  | 7   | 10  | 12  | 9   | 128   |
| 4    | James Thompson      |     |     | 16  | 11  |     |     | Rit | 6   |     |     | 8   | 6   | 11  | 11  | 9   | 11  | 13  | 12  | 12  | 14  | 10  | 10  | 95    |
| 5    | John Filippi        | 12  | 12  | 14  | 10  | 8   | 12  | Rit | 9   | Rit | 12  | 11  | 14  | 15  | 14  | 10  | 10  | 14  | 16  | Rit | 15  | 14  | 13  | 83    |
| 6    | Grégoire Demoustier | 10  | 13  | 13  | 12  | 7   | Rit | 8   | Rit | 11  | 14  | 16  | 13  | 16  | 12  | 12  | 15  | 17  | 15  | 13  | 17  | 15  | 12  | 77    |
| 7    | Ferenc Ficza        |     |     | Rit | NP  | SQ  | SQ  | SQ  | SQ  | 12  | 13  | 15  | 9   | 14  | 15  |     |     | 18  | 18  | 14  | 16  | 13  | 11  | 45    |
| 8    | Dániel Nagy         |     |     |     |     |     |     |     |     |     |     | 17  | Rit | 15  | 17  | 15  | 19  | 15  | 19  | 15  | 18  | 11  | 15  | 22    |
| 9    | Sabine Schmitz      |     |     |     |     |     |     |     |     | 10  | 11  |     |     |     |     |     |     |     |     |     |     |     |     | 12    |
| 10   | René Münnich        | 14  | Rit |     |     | 9   | 14  |     |     |     |     |     |     |     |     |     |     |     |     |     |     |     |     | 11    |
| 11   | Esteban Guerrieri   |     |     |     |     |     |     |     |     |     |     |     |     |     |     | Rit | 6   |     |     |     |     |     |     | 9     |
| Pos. | Pilota              | FRA | FRA | SLO | SLO | UNG | UNG | MAR | MAR | GER | GER | RUS | RUS | POR | POR | ARG | ARG | GIA | GIA | CIN | CIN | QAT | QAT | Punti |

| Colore  | Risultato             |
| ------- | --------------------- |
| Oro     | Vincitore             |
| Argento | 2º posto              |
| Bronzo  | 3º posto              |
| Verde   | Finito a punti        |
| Blu     | Finito senza punti    |
| Viola   | Ritirato (Rit)        |
| Viola   | Non classificato (NC) |
| Rosso   | Non qualificato (NQ)  |
| Nero    | Squalificato (SQ)     |
| Bianco  | Non partito (NP)      |
| Bianco  | Non ha gareggiato     |
| Bianco  | Infortunato (INF)     |
| Bianco  | Escluso (ES)          |
| Bianco  | Gara cancellata (C)   |

#### Trofeo WTCC scuderie
| Pos. | Scuderia                        | FRA | FRA | SLO | SLO | UNG | UNG | MAR | MAR | GER | GER | RUS | RUS | POR | POR | ARG | ARG | GIA | GIA | CIN | CIN | QAT | QAT | Punti |
| ---- | ------------------------------- | --- | --- | --- | --- | --- | --- | --- | --- | --- | --- | --- | --- | --- | --- | --- | --- | --- | --- | --- | --- | --- | --- | ----- |
| 1    | Sébastien Loeb Racing           | 2   | 8   | 2   | 6   | 1   | 5   | 5   | 5   | 2   | 3   | 9   | 10  | 2   | 8   | 1   | 7   | 8   | 4   | 11  | 3   | 2   | 1   | 335   |
| 1    | Sébastien Loeb Racing           | 10  | 9   | 9   | 7   | 2   | 8   | 6   | Rit | 5   | 5   | 14  | 13  | 4   | 10  | 8   | 8   | 16  | 6   | 13  | 9   | 15  | 12  | 335   |
| 2    | ROAL Motorsport                 | 9   | 11  | 15  | 9   | 14  | 7   | 1   | 8   | Rit | NP  | 12  | Rit | 1   | 16  | 7   | 2   | 17  | 14  | 7   | 10  | 12  | 9   | 126   |
| 3    | ALL-INKL.COM Münnich Motorsport | 14  | Rit | 16  | 11  | 9   | 14  | Rit | 6   | 10  | 11  | 8   | 6   | 11  | 11  | 9   | 11  | 13  | 12  | 12  | 14  | 10  | 10  | 119   |
| 4    | Campos Racing                   | 12  | 12  | 14  | 10  | 8   | 12  | Rit | 9   | Rit | 12  | 11  | 14  | 15  | 14  | 10  | 6   | 14  | 16  | Rit | 15  | 14  | 13  | 96    |
| 4    | Campos Racing                   |     |     |     |     |     |     |     |     |     |     |     |     |     |     | Rit | 10  |     |     |     |     |     |     | 96    |
| 5    | Zengő Motorsport                |     |     | Rit | NP  | SQ  | SQ  | SQ  | SQ  | 12  | 13  | 15  | 9   | 14  | 15  | 15  | 19  | 15  | 18  | 14  | 16  | 11  | 11  | 74    |
| 5    | Zengő Motorsport                |     |     |     |     |     |     |     |     |     |     |     |     | 17  | Rit |     |     | 18  | 18  | 15  | 18  | 13  | 15  | 74    |
| Pos. | Scuderia                        | FRA | FRA | SLO | SLO | UNG | UNG | MAR | MAR | GER | GER | RUS | RUS | POR | POR | ARG | ARG | GIA | GIA | CIN | CIN | QAT | QAT | Punti |

| Colore  | Risultato             |
| ------- | --------------------- |
| Oro     | Vincitore             |
| Argento | 2º posto              |
| Bronzo  | 3º posto              |
| Verde   | Finito a punti        |
| Blu     | Finito senza punti    |
| Viola   | Ritirato (Rit)        |
| Viola   | Non classificato (NC) |
| Rosso   | Non qualificato (NQ)  |
| Nero    | Squalificato (SQ)     |
| Bianco  | Non partito (NP)      |
| Bianco  | Non ha gareggiato     |
| Bianco  | Infortunato (INF)     |
| Bianco  | Escluso (ES)          |
| Bianco  | Gara cancellata (C)   |